# AXA Center
AXA Center (dříve The Equitable Tower nebo Equitable Center West) je mrakodrap na Manhattanu v New Yorku. Tuto postmoderní budovu navrhl architekt Edward Larrabee Barnes a její výstavba probíhala v letech 1985 – 1986. Má 54 podlaží a výšku 229,3 metrů. Budovu z velké částí zabírá firma AXA.